# Prieuré de Conques
Le prieuré de Conques était une grange puis communauté cistercienne située près de Sainte-Cécile, en Belgique, dans la province de Luxembourg. Fondé au XIIIe siècle le prieuré fut supprimé et la communauté dispersée en 1796.    
En 668, a la demande de Sigebert, roi d’Austrasie, saint Remacle, évêque de Maastricht, a bâti un monastère au comté de Chiny, près du village de Cugnon. En 1173, le comte de Chiny (et seigneur de Sainte-Cécile) offrent le domaine de Conques aux Cisterciens de l'abbaye d'Orval où vivaient quelques frères convers. Peu après, l'abbé Adam de Longwy y établit une grange ou exploitation rurale. En 1632, le site de Conques était un domaine de 320 hectares.   
En 1694, Charles de Bentzeradt, abbé réformateur d'Orval, décide d'en faire une maison d'études pour ses moines : la grange est ainsi érigée en prieuré. En 1715, les travaux de construction d'une église sont entamés. À la suite de la seconde invasion des armées révolutionnaires françaises, en 1794, les moines sont contraints de quitter le prieuré, et, en 1796, ce dernier est mis en vente comme bien national. 
En 2016, ce qui reste des bâtiments de l'ancien prieuré est aménagé en hôtellerie.

## Situation géographique
Le prieuré de Conques est situé à deux kilomètres au sud d’Herbeumont, en Belgique, dans la province de Luxembourg. L’endroit est propice puisqu'au VIIe siècle une implantation monastique est déjà connue, à l'embouchure du ruisseau Antrogne qui se jette dans la Semois. De l’édifice de cette époque il ne reste rien.

## Histoire

### Ancien prieuré
En 1173, le domaine de Conques est offert par Louis, Comte de Chiny aux moines d’Orval qui viennent de passer à l’ordre cistercien. Pour en développer les ressources agricoles et forestières, l’abbé Adam de Longwy y établit une grange cistercienne. Quelques frères convers y résident en permanence pour en diriger l’exploitation. En 1632, Conques est un domaine de 320 hectares de terres, bois, prairies et étangs.   
La destinée de Conques change lorsque Charles de Bentzeradt, abbé réformateur d’Orval, décide d'en faire une maison d'études pour ses moines. La grange est érigée en prieuré. En 1694 sont donnés, dans ce prieuré, les premiers cours de latin et de théologie. En 1715, les travaux de construction d’une église sont entamés : la première pierre est posée par Charles-Louis d'Aspremont, premier prieur. Deux ans plus tard, le 12 septembre 1717, Étienne Henrion, abbé d'Orval consacre l’église : l’office divin y est chanté. Le bâtiment principal (l'hostellerie d'aujourd'hui) est achevé en 1732. Sous les Abbés Jean Marie Mommerts et ses successeurs le prieuré se développe harmonieusement. 
En 1795, la destruction de l’abbaye-mère par les armées révolutionnaires contraint l'abbé Gabriel Siegnitz et sa communauté à se réfugier au prieuré de Conques, y emportant ce qu’ils peuvent sauver.  Ils n’y restent qu’un an. Chassée de Conques le 20 décembre 1796, la communauté est dispersée.  Conques est mis en vente comme bien national. Emprisonné en 1798, car refusant de jurer fidélité à la constitution civile l’Abbé Siegnitz meurt le 26 février 1799.

### XIXeetXXesiècles
Plusieurs propriétaires se succèdent et relèvent peu à peu l'ancien prieuré. En 1890, des Aumôniers du travail s'établissent à Conques. 
Au début du XXe siècle, Conques redevient monastère pour quelques années : en 1913, la communauté de l'abbaye bénédictine de Saint-Wandrille (Normandie) et son abbé, Dom Joseph Pothier (restaurateur du chant grégorien), exilés de France à la suite des lois antireligieuses y trouvent un refuge adapté. Ils occupent Conques jusqu'en 1931, date à laquelle Dom Pierdait, abbé-coadjuteur puis successeur de dom Pothier, ramène la communauté en France. Joseph Delmelle affirme, pour sa part, que les moines bénédictins purent retourner à Saint-Wandrille dès 1925. 
La propriété passe entre les mains de la famille De Naeyer en 1942. En 1963, le prieuré est rénové et transformé en hostellerie.  Réaménagée et modernisée par la génération suivante, l’Hostellerie du Prieuré de Conques continue à sa façon la tradition monastique d’accueil et d’hospitalité.